# Смертельний потяг
«Смертельний потяг» (англ. Heathers) — американська чорна комедія, знята в 1988 році Майклом Леманном, для якого цей фільм став дебютним.

## Сюжет
У Вестербурзькій середній школі в Шервуді Вероніка Сойєр є частиною популярної, але страшної групи разом із трьома багатими та красивими дівчатами з одним іменем: Хізер Дюк, Хізер Макнамара та Хізер Чендлер. Втомившись від групи, яка зловживає своєю владою, Вероніка жадає старого життя зі своїми добрішими, але менш популярними друзями. Вона зачаровується Джейсоном "J.D." Діном, новим студентом і аутсайдер, що дістає пістолет і стріляє холостими патронами, щоб налякати хуліганів-футболістів Курта Келлі та Рама Суїні.
Вероніка відвідує вечірку з Чендлер, де відмовляється від сексу з одним із хлопців і п’яною блює на Хізер, на що та у відповідь клянеться зруйнувати її репутацію. Пізніше тієї ночі Джей Ді зненацька з’являється в будинку Вероніки, вони займаються сексом надворі і висловлюють один одному свою взаємну ненависть до тиранії Чендлер.
Наступного ранку Вероніка та Джей Ді вриваються в будинок Чендлер, плануючи помститися, використовуючи підроблені ліки проти похмілля, щоб викликати у Чендлер блювоту. Джей Ді наливає засіб для очищення труб в кухоль, але Вероніка відкидає його, думаючи, що це злий жарт, натомість змішуючи апельсиновий сік і молоко. Однак Вероніка випадково приносить не той кухоль до кімнати Чендлер, Джей Ді помічає це, але нічого не каже. Чендлер отруюється очищувачем і вмирає. Вероніка панікує, і Джей Ді пропонує підробити драматичну передсмертну записку почерком Чендлер. Школа та громада розглядають самогубство Чендлер як трагічне рішення, прийняте неспокійним підлітком, що робить її більшим об'єктом поклоніння після смерті, ніж за життя. Тим часом Дюк використовує увагу навколо смерті Чендлер, щоб отримати популярність, ставши новим лідером групи.
Після похорону Чендлер Макнамара переконує Вероніку піти з нею, Куртом і Рамом на подвійне побачення. Джей Ді знаходить чотирьох підлітків в полі, і Вероніка йде з ним, коли Курт втрачає свідомість, а Рам ґвалтує Макнамару. Наступного дня хлопці поширили неправдиві чутки про те, що Вероніка займалась з ними оральним сексом, зруйнувавши її репутацію. Джей Ді пропонує їм з Веронікою заманити хлопців у ліс, застрелити їх транквілізаторами та принизити, влаштувавши сцену так, ніби вони були коханцями, які хотіли скоїти подвійне самогубство.
У лісі Джей Ді стріляє в Рама, але постріл Вероніки не вдається і Курт тікає. Джей Ді переслідує Курта і повертається до Вероніки, яка, розуміючи, що кулі насправді смертоносні, у паніці стріляє в нього. Джей Ді та Вероніку ледь не спіймали поліціянти, але вони сиділи в кузові, вдаючи, що знаходилися там увесь час і не були причетні до цього інциденту. На похоронах хлопців перетворюють на жертв гомофобії. Дедалі більше стурбована поведінкою Джей Ді, Вероніка розлучається з ним.
Через деякий час після цього Джей Ді шантажує Дюк, щоб змусити кожного студента підписати «петицію», яка, без їх відома, має стати масовою передсмертною запискою. Потім він дає їй червону гумку для волосся, яку носила Чендлер, що означає її нову владу над школою. Тим часом Марта Даннсток, гладка дівчина, яка часто ставала об’єктом знущань, приколює передсмертну записку до грудей і виходить на зустрічну смугу. Вона виживає, але отримує серйозні поранення, і її однолітки знущаються з неї за спробу копіювати популярних підлітків. Пізніше Макнамара дзвонить на радіошоу, щоб обговорити свою депресію, а наступного дня Дюк розповідає всій школі про дзвінок по радіо, і Макнамара зазнає знущань. Вона намагається покінчити життя самогубством від передозування у ванній кімнаті дівчат, але втручається Вероніка.
Вероніка повертається додому, де її батьки розповідають їй про Джей Ді, який зайшов, щоб сказати їм, що він хвилюється, що вона спробує покінчити життя самогубством. Він залишив записку, яка показує, що він може успішно імітувати її почерк, і ляльку Барбі, що висіла у її кімнаті. Усвідомлюючи, що Джей Ді планує її вбити, вона імітує власне самогубство через повішення. Джей Ді знаходить її і, припускаючи, що вона мертва, виголошує монолог, розкриваючи свій план підірвати шкільне зібрання і зробити його схожим на масове самогубство.
Наступного дня Вероніка стикається з Джей Ді в котельні, коли він закладає динаміт. Вона стріляє в нього, і його лезо перерізає дроти до детонатора. Вероніка виходить на вулицю, а Джей Ді йде за нею з бомбою, прив’язаною до його грудей. Він виголошує особисту промову і підриває бомбу, вбиваючи себе. Коли студенти та викладачі вибігають на вулицю, щоб побачити, що сталося, Вероніка повертається всередину, брудна та розпатлана від вибуху. Вона підходить до Дюк, бере червону гумку для волосся та стверджує, що Дюк більше не керує. Тоді Вероніка запрошує Марту провести випускний вечір разом за переглядом фільмів, а Дюк дивиться на це.

## Ролі виконували
| Актор            | Персонаж        |
| ---------------- | --------------- |
| Вайнона Райдер   | Вероніка Соєр   |
| Крістіан Слейтер | Джейсон Дін     |
| Шеннен Догерті   | Гізер Дюк       |
| Лізенн Фальк     | Гізер Макнамара |
| Кім Волкер       | Гізер Чендлер   |
| Патрік Лабьорто  | Рем Свіні       |
| Ленс Фентон      | Курт Келлі      |